# Elecciones generales de Japón de marzo de 1898
Las quintas elecciones generales del Imperio del Japón tuvieron lugar el 15 de marzo de 1898. Se realizaron con el objetivo de renovar los 300 escaños de la Cámara de Representantes de Japón y fueron las primeras elecciones que se realizaron habiendo pasado más de tres años (casi cuatro) de las anteriores. El Partido Liberal obtuvo 105 escaños, perdiendo 2 con respecto a la elección anterior pero todavía siendo el partido con más escaños del parlamento, aunque con una diferencia de solo dos escaños por sobre el Partido Progresista, que obtuvo 103 bancas.
Unos meses después de las elecciones, los partidos Liberal y Progresista se fusionaron para crear el Partido Constitucional (Kenseitō), que contaba con una abrumadora mayoría de dos tercios. Ante esta situación, el Emperador Meiji nombró al líder del partido, Ōkuma Shigenobu, primer ministro, configurando el primer gabinete partidista en la historia japonesa.

## Sistema electoral
Al igual que en las anteriores elecciones, el sufragio era sumamente limitado. Los únicos habilitados para votar eran los varones mayores de veinticinco años que pudieran pagar 15 yenes o más en impuestos nacionales y que hubieran residido en su prefectura por al menos un año en el período previo a la elección. Solo los ciudadanos varones de treinta años o más, que no eran miembros de la nobleza kazoku o de la Familia Imperial o sus ramas, podían postularse para un cargo en la cámara baja. Esta consistía en 300 escaños y el método de elección se basaba en un sistema mixto entre el escrutinio mayoritario uninominal y el plurinominal. Había 214 distritos uninominales con un solo candidato cada uno, y 43 distritos plurinominales con dos candidatos cada uno en el que se elegían a los 86 representantes restantes. Hubo 517.299 personas registradas para votar, tan solo un 1% de la población total del país, y votó cerca del 87,50% del electorado registrado, un leve aumento con respecto a los anteriores comicios. Fueron las primeras elecciones en las que la participación creció en lugar de disminuir.

## Resultados
| Partido político | Partido político              | Nombre japonés               | Escaños | +/-   |
| ---------------- | ----------------------------- | ---------------------------- | ------- | ----- |
|                  | Partido Liberal               | Jiyutō (自由党?)             | 105/300 | 2     |
|                  | Partido Progresista           | Shinpotō (立憲改進党?)       | 104/300 | Nuevo |
|                  | Asociación Nacional           | Kokumin Kyōkai (国民協会?)   | 29/300  | 3     |
|                  | Club Yamashita                | Yamashita Club (山下倶楽部?) | 26/300  | Nuevo |
|                  | Club de Compañeros Pensadores | Dōshi Club (同盟倶楽部?)     | 13/300  | Nuevo |
|                  | Independientes                | Mushozoku (無所属)           | 23/300  | 13    |
| Total            | Total                         | Total                        | 300     | 0     |